# Corneille Heymans
Corneille Jean François Heymans (n. 28 martie 1892, Gent, Belgia – d. 18 iulie 1968, Knokke, Belgia) a fost un medic și farmacolog belgian având contribuții la studiul mecanismelor de reglare a respirației. El a descoperit presoreceptorii și chemoreceptorii.
În 1938 a primit Premiul Nobel pentru Fiziologie sau Medicină.